# Lindra inflata
Lindra inflata är en svampart som beskrevs av I.M. Wilson 1956. Lindra inflata ingår i släktet Lindra och familjen Lulworthiaceae.   Inga underarter finns listade i Catalogue of Life.